# Platydesmus nicaraguae
Platydesmus nicaraguae är en mångfotingart som beskrevs av Chamberlin 1956. Platydesmus nicaraguae ingår i släktet Platydesmus och familjen Platydesmidae. Inga underarter finns listade i Catalogue of Life.